# Xanthopastis heterocampa
Xanthopastis heterocampa är en fjärilsart som beskrevs av Achille Guenée 1852. Xanthopastis heterocampa ingår i släktet Xanthopastis och familjen nattflyn. Inga underarter finns listade i Catalogue of Life.